# Córtex orbitofrontal
O córtex orbitofrontal é uma região do córtex pré-frontal nos lobos frontais do cérebro que está envolvida no processo cognitivo de tomada de decisão. Em primatas não humanos, consiste nas áreas de associação, áreas 11, 12 e 13 de Brodmann; em humanos, consiste nas áreas 10, 11 e 47 de Brodmann.
O córtex orbitofrontal está funcionalmente relacionado ao córtex pré-frontal ventromedial. Portanto, a região se distingue devido às conexões neurais distintas e às funções distintas que desempenha. É definido como a parte do córtex pré-frontal que recebe projeções do núcleo dorsal medial do tálamo e acredita-se que represente emoção, sabor, cheiro e recompensa na tomada de decisões. Seu nome deve-se à sua posição imediatamente acima das órbitas onde os olhos estão localizados. Considerável variabilidade individual foi encontrada no cortéx orbitofrontal de humanos. Uma área relacionada é encontrada em roedores.